# نبتو
نبتو، هي ملكة مصرية قديمة غير حاكمة أو زوجة ملك، عاشت في عهد الأسرة الثامنة عشرة، وهي زوجة الملك تحتمس الثالث.
وقد تم تصويرها على عمود في مقبرة زوجها الملك رقم مقبرة 34 بوادي الملوك، حيث يقود الملك موكباً يتكون من أفراد عائلته: زوجتيه العظمتين الملكتين مريت رع حتشبسوت وسات ياح وزوجته الملكة نبتو وابنته الأميرة نفرتاري. أسماء سات ياح ونفرتاري تليهما عبارة «ماعت خرو» التي تعني «صادقة القول» أو «المبرّأة» والتي تظهر أنهما كانتا متوفيتين بالفعل عندما تم الانتهاء من بناء المقبرة، وعلى عكس اسم الزوجتين الأخرتين، لم تتم كتابة اسم الملكة نبتو داخل خرطوشة.
كان لديها ضيعة أو وقف، ودفن المسؤول عنها المسمى نب آمون في المقبرة رقم TT24 من مقابر طيبة.
و كانت هناك أيضا إلهة اسمها نبتو، وكانت ربة الواحات الصحراوية وزوجة الإله خنوم.